# Nuoto ai Giochi della IX Olimpiade - 100 metri stile libero femminili
La competizione dei 100 metri stile libero femminili di nuoto dei Giochi della IX Olimpiade si è svolta dal 10 all'11 agosto 1928 al Olympic Sports Park Swim Stadium di Amsterdam.

## Risultati

### Primo turno
Si disputò il 10 agosto. Le prime due di ogni serie più il miglior tempo delle escluse furono ammesse alle semifinali.
| Pos. | Concorrente    | Nazione       | Tempo  |
| ---- | -------------- | ------------- | ------ |
| 1    | Jean McDowell  | Gran Bretagna | 1'14"0 |
| 2    | Susan Laird    | Stati Uniti   | 1'14"2 |
| 3    | Rie Vierdag    | Paesi Bassi   | 1'14"4 |
| 4    | Reni Erkens    | Germania      | 1'15"0 |
| 5    | Rhoda Rennie   | Sudafrica     |        |
| 6    | Claire Horrent | Francia       |        |

| Pos. | Concorrente        | Nazione       | Tempo  |
| ---- | ------------------ | ------------- | ------ |
| 1    | Agnete Olsen       | Danimarca     | 1'15"8 |
| 2    | Ena Stockley       | Nuova Zelanda | 1'16"4 |
| 3    | Sandra Engelenberg | Sudafrica     | 1'22"6 |
| 4    | Edna Davey         | Australia     |        |
| 5    | Marguerite Ledoux  | Francia       |        |

| Pos. | Concorrente     | Nazione       | Tempo  |
| ---- | --------------- | ------------- | ------ |
| 1    | Eleanor Garatti | Stati Uniti   | 1'14"8 |
| 2    | Vera Tanner     | Gran Bretagna | 1'26"4 |

| Pos. | Concorrente      | Nazione       | Tempo  |
| ---- | ---------------- | ------------- | ------ |
| 1    | Albina Osipowich | Stati Uniti   | 1'12"4 |
| 2    | Kathleen Miller  | Nuova Zelanda | 1'17"2 |
| 3    | Margit Sipos     | Ungheria      | 1'18"8 |

| Pos. | Concorrente         | Nazione   | Tempo  |
| ---- | ------------------- | --------- | ------ |
| 1    | Kathleen Russell    | Sudafrica | 1'15"4 |
| 2    | Sarolta Stieber     | Ungheria  | 1'22"2 |
| 3    | Marguerite Dockrell | Irlanda   | 1'31"6 |

| Pos. | Concorrente       | Nazione       | Tempo  |
| ---- | ----------------- | ------------- | ------ |
| 1    | Charlotte Lehmann | Germania      | 1'15"6 |
| 2    | Joyce Cooper      | Gran Bretagna | 1'16"8 |
| 3    | Bonnie Mealing    | Australia     | 1'20"6 |
| 4    | Gerda Bredgaard   | Danimarca     |        |
| 5    | Anne Dupire       | Francia       |        |

### Semifinali
Si disputarono l'11 agosto. Le prime tre di ogni serie furono ammesse alla finale.
| Pos. | Concorrente      | Nazione       | Tempo  |
| ---- | ---------------- | ------------- | ------ |
| 1    | Albina Osipowich | Stati Uniti   | 1'12"2 |
| 2    | Susan Laird      | Stati Uniti   | 1'13"8 |
| 3    | Joyce Cooper     | Gran Bretagna | 1'14"0 |
| 4    | Vera Tanner      | Gran Bretagna |        |
| 5    | Ena Stockley     | Nuova Zelanda |        |
| 6    | Agnete Olsen     | Danimarca     |        |
| -    | Sarolta Stieber  | Ungheria      | DNF    |

| Pos. | Concorrente       | Nazione       | Tempo  |
| ---- | ----------------- | ------------- | ------ |
| 1    | Eleanor Garatti   | Stati Uniti   | 1'11"4 |
| 2    | Jean McDowell     | Gran Bretagna | 1'15"6 |
| 3    | Charlotte Lehmann | Germania      | 1'15"8 |
| 4    | Kathleen Russell  | Sudafrica     |        |
| 5    | Rie Vierdag       | Paesi Bassi   |        |
| 6    | Kathleen Miller   | Nuova Zelanda |        |

### Finale
Si disputò l'11 agosto. 
| Pos.    | Concorrente       | Nazione       | Tempo  |
| ------- | ----------------- | ------------- | ------ |
| Oro     | Albina Osipowich  | Stati Uniti   | 1'11"0 |
| Argento | Eleanor Garatti   | Stati Uniti   | 1'11"4 |
| Bronzo  | Joyce Cooper      | Gran Bretagna | 1'13"6 |
| 4       | Jean McDowell     | Gran Bretagna | 1'13"8 |
| 5       | Susan Laird       | Stati Uniti   | 1'14"6 |
| 6       | Charlotte Lehmann | Germania      | 1'15"2 |